# Neo Psichikò
Neo Psichikò (in greco Νέο Ψυχικό?) è un ex comune della Grecia nella periferia dell'Attica (unità periferica di Atene Settentrionale) con 10.848 abitanti secondo i dati del censimento 2001.
È stato soppresso a seguito della riforma amministrativa, detta Programma Callicrate, in vigore dal gennaio 2011 ed è ora compreso nel comune di Filothei-Psychiko.

## Società

### Evoluzione demografica
| Anno | Popolazione |
| ---- | ----------- |
| 1981 | 11.467      |
| 1991 | 12.023      |
| 2001 | 10.848      |
| 2011 | 10.137      |